# Gouvernement Sahakian
 Haroutiounian
Le gouvernement Sahakian est le gouvernement de la République du Haut-Karabagh de 2007 à 2020.

## Composition

### Gouvernement de septembre 2012
Voici le dernier gouvernement nommé intégralement, en 2012, :
| Portefeuille                                 | Nom | Nom                                                      | Parti |
| -------------------------------------------- | --- | -------------------------------------------------------- | ----- |
| Premier ministre                             |     | Arayik Haroutiounian                                     | AHK   |
| Vice-Premier ministre                        |     | Arthur Aghabekyan                                        |       |
| Ministre de la Santé                         |     | Zoya Lazaryan                                            |       |
| Ministre de la Justice                       |     | Ararat Danielyan                                         |       |
| Ministre des Infrastructures industrielles   |     | Levon Mnatsakanian                                       |       |
| Ministre des Affaires étrangères             |     | Karen Mirzoyan                                           |       |
| Ministre de l'Agriculture                    |     | Andranik Khachatryan                                     |       |
| Ministre de l'Éducation et de la Science     |     | Slavik Asryan                                            |       |
| Ministre de la Culture et de la Jeunesse     |     | Narine Aghabalyan                                        |       |
| Ministre de la Défense                       |     | Movses Hakobyan (jusqu'au 15/06/2015) Levon Mnatsakanian |       |
| Ministre du Travail et des Affaires sociales |     | Narine Narimanyan                                        |       |
| Ministre de l'Ingénierie municipale          |     | Karen Shahramanyan                                       |       |
| Ministre des Finances et de l'Économie       |     | Spartak Tevosyan                                         |       |

### Gouvernement du 25 septembre 2017
La composition est la suivante,,, :
| Portefeuille                                                        | Nom                 | Nom                                                         | Parti |
| ------------------------------------------------------------------- | ------------------- | ----------------------------------------------------------- | ----- |
| Ministre d'État                                                     |                     | Arayik Haroutiounian (jusqu'au 06/06/2018)                  | AHK   |
| Ministre d'État                                                     | Grigory Martirosyan |                                                             |       |
| Ministre de la Santé                                                |                     | Karine Atayan (jusqu'au 07/07/2018) Arayik Baghryan         |       |
| Ministre de la Justice                                              |                     | Ararat Danielyan                                            |       |
| Ministre de l'Économie et des Infrastructures industrielles         |                     | Levon Grigoryan                                             |       |
| Ministre de la Protection de la nature et des Ressources naturelles |                     | Felix Gabrielyan                                            |       |
| Ministre des Affaires étrangères                                    |                     | Masis Mayilian                                              |       |
| Ministre de l'Agriculture                                           |                     | Zhirayr Mirzoyan                                            |       |
| Ministre de l'Éducation et de la Science                            |                     | Narine Aghabalyan                                           |       |
| Ministre de la Culture et de la Jeunesse                            |                     | Sergey Shahverdyan (jusqu'au 02/07/2018)                    |       |
| Ministre de la Culture et de la Jeunesse                            |                     | Lernik Hovhannisyan                                         | FRA   |
| Ministre de la Défense                                              |                     | Levon Mnatsakanian (jusqu'au 14/12/2018) Karen Abrahamyan   |       |
| Ministre du Travail et des Affaires sociales                        |                     | Samvel Avanesyan                                            |       |
| Ministre du Plan urbain                                             |                     | Karen Shahramanyan                                          |       |
| Ministre des Finances                                               |                     | Grigory Martirosyan (jusqu'au 06/06/2018) Artur Harutyunyan |       |